# Marlène Jobert
Marlène Jobert (sinh 4 tháng 11 năm 1940) là một diễn viên người Pháp. Bà là mẹ của diện viên Eva Green.

## Danh mục phim

### Điện ảnh
- 1966: Masculin féminin de Jean-Luc Godard: Elisabeth
- 1966: Martin Soldat de Michel Deville: la résistante
- 1967: Alexandre le bienheureux de Yves Robert: Agathe
- 1967: Le Voleur de Louis Malle: Broussaille
- 1968: Faut pas prendre les enfants du bon dieu pour des canards sauvages de Michel Audiard: Rita
- 1968: Les Dossiers de l'agence O de Jean Salvy et Marc Simenon (série télévisée)
- 1969: L'Astragale de Guy Casaril
- 1970: Dernier domicile connu de José Giovanni
- 1970: Le Passager de la pluie (Rider On The Rain) de René Clément: Mélancolie Mau
- 1971: Les Doigts croisés (To Catch a Spy) de Dick Clement
- 1971: Les Mariés de l'an II de Jean-Paul Rappeneau
- 1971: La Poudre d'escampette de Philippe de Broca
- 1971: La Décade prodigieuse de Claude Chabrol
- 1972: Nous ne vieillirons pas ensemble de Maurice Pialat
- 1973: Juliette et Juliette de Remo Forlani
- 1974: Pas si méchant que ça de Claude Goretta
- 1974: Le Secret de Robert Enrico
- 1975: Folle à tuer d'Yves Boisset
- 1976: Le Bon et les Méchants de Claude Lelouch
- 1977: Julie pot de colle de Philippe de Broca
- 1977: L'Imprécateur de Jean-Louis Bertucelli
- 1978: Va voir maman, papa travaille de François Leterrier
- 1979: Un jouet dangereux (Il Giocattolo) de Giuliano Montaldo
- 1979: Grandison de Achim Kurz
- 1979: La Guerre des polices de Robin Davis
- 1981: Une sale affaire de Alain Bonnot
- 1981: L'Amour nu de Yannick Bellon
- 1983: Effraction de Daniel Duval
- 1984: Les Cavaliers de l'orage de Gérard Vergez
- 1984: Souvenirs, souvenirs de Ariel Zeitoun
- 1989: Les cigognes n'en font qu'à leur tête de Didier Kaminka

### Truyền hình
- 1967: Par quatre chemins (téléfilm)
- 1967: Rue barrée de André Versini (série télévisée): Martine Ponchon
- 1967: Les Chevaliers du ciel de François Villiers (série télévisée): Irène
- 1968: Les Dossiers de l'agence O: La Petite Fleuriste de Deauville de Jean Salvy: (Berthe)
- 1969: Laure de Moshé Mizrahi (série télévisée)
- 1987: Qui c'est ce garçon? de Nadine Trintignant (série télévisée)
- 1991: C'est quoi ce petit boulot? de Michel Berny et Gian Luigi Polidoro (série télévisée)
- 1992: La Femme à l'ombre de Thierry Chabert (téléfilm)
- 1994: Avocat d'office de Gabriel Aghion, Bernard Stora et Daniel Vigne (série télévisée)
- 1998: Les Marmottes de Jean-Denis Robert et Daniel Vigne (série télévisée)
- 1998: Maintenant et pour toujours de Joël Santoni et Daniel Vigne (téléfilm)

## Sân khấu
- 1962: Le timide au palais de Tirso de Molina, mise en scène NA Caravette, Théâtre Gramont
- 1963: Des clowns par milliers d'Herb Gardner, mise en scène Raymond Rouleau, Théâtre du Gymnase
- 1967: Danse lente sur le champ de bataille de William Hanley, mise en scène Jean Tasso et Gilles Segal, Théâtre des Mathurins
- 1967: L'Œil anonyme de Peter Shaffer, mise en scène Raymond Gérôme, Théâtre Montparnasse
- 1967: Black Comedy de Peter Shaffer, mise en scène Raymond Gérôme, Théâtre Montparnasse

## Giải thưởng
- 2007: César d'honneur